# Оборіг

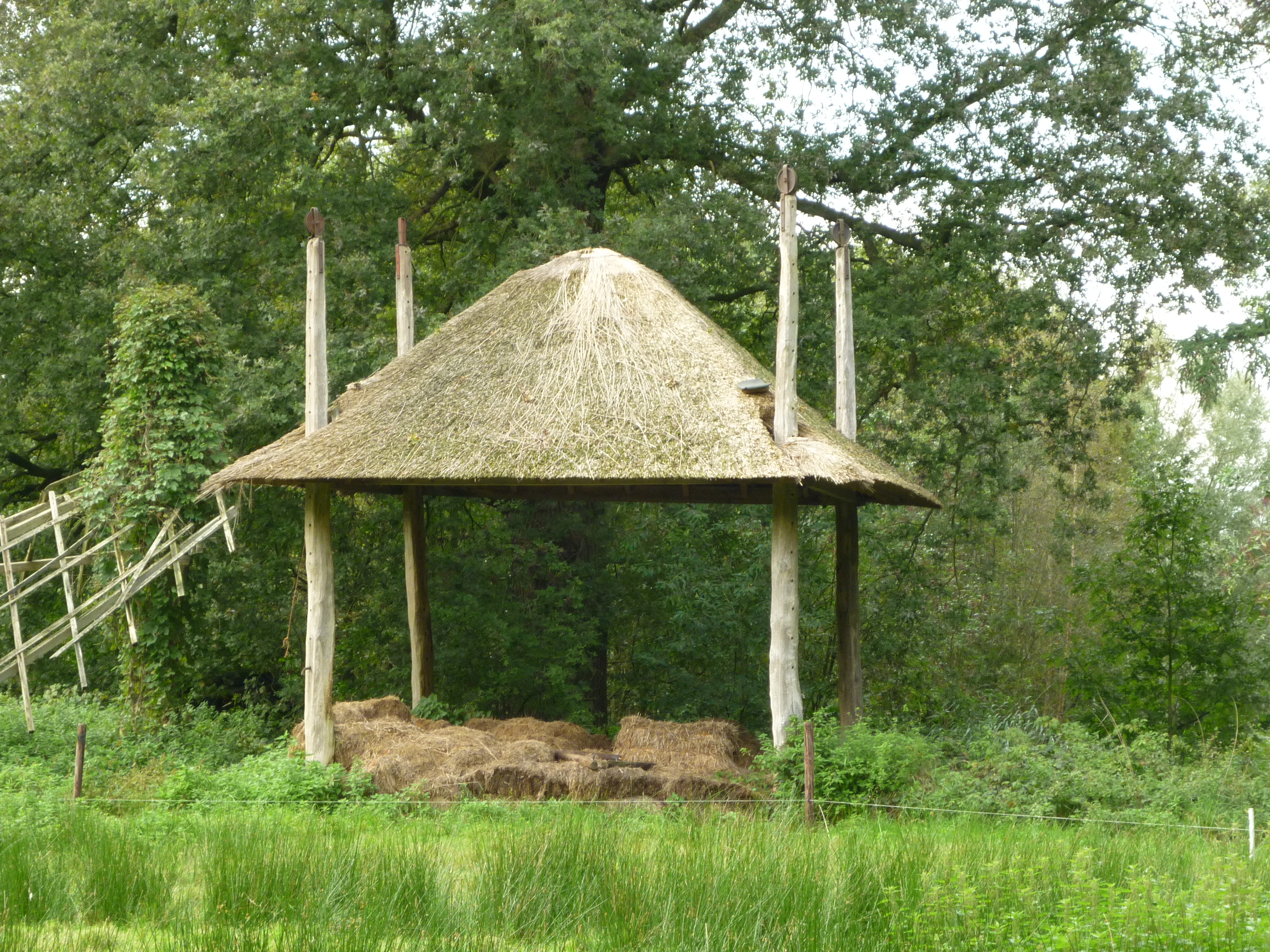
Пустий оборіг (Нідерланди)

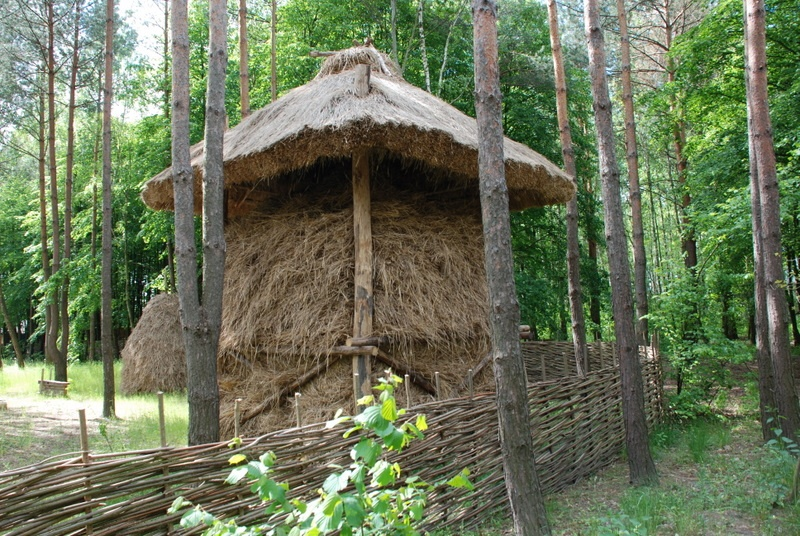
Оборіг, наповнений сіном (Україна)

Оборі́г (від прасл. *borgъ, *oborgъ, пов'язаного з дієсловом *(o)bergti — «берегти») — сільськогосподарська споруда для зберігання сіна або збіжжя. Має вигляд стріхи на чотирьох палях («огнивах», «оборожнях», «оборожинах»). Відомий у Європі від часів залізної доби. Первісно використовувався германцями, через яких набув поширення у інших народів. Також — кількість сіна, що вміщується під такою спорудою.

## Історія
Оборіг (нім. Barg, або нім. Rutenberg, «гора на палях») — сільськогосподарська споруда, відома в Європі за археологічними знахідками залізної доби. Використовувався германськими народами акваторії Балтійського моря (Північна Німеччина, Скандинавія) і Нідерландів (нід. barn, roedenberg), починаючи з римського часу. Згодом набув поширення у Західній Європі — Англії (англ. barn, helm), Франції (фр. hooiberg), Італії, а також серед балтослов'янських народів Східної Німеччини, Помор'я, Пруссії, Литви (лит. baragas), Польщі, Мазовії (пол. bróg), Богемії (чеськ. oboroh), Угорщини, Валахії, Балканських країн і Русі (ст.-укр. оборогъ). У новітній період вихідці зі Скандинавії, Центральної та Східної Європи принесли культуру використання оборогу до Північної Америки (англ. haybarn, hay barrack).
Найстаріший опис оборогу, що дійшов до нас, походить із «Саксонського зерцала» (1235—1230). Ольденбурзький список «зерцала» від 1336 року має малюнок цієї споруди і пояснення до нього. У богемській «Велеславській біблії» 1349 року так само зображено оборіг.

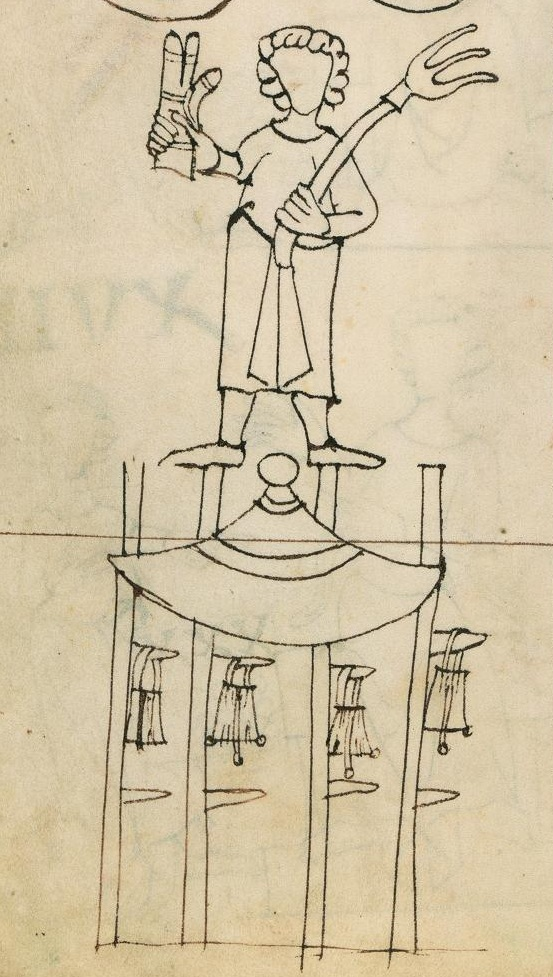
«Саксонське зерцало» 1336
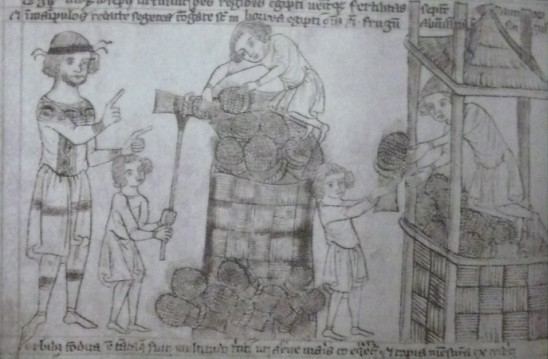
«Велеславська біблія» 1349
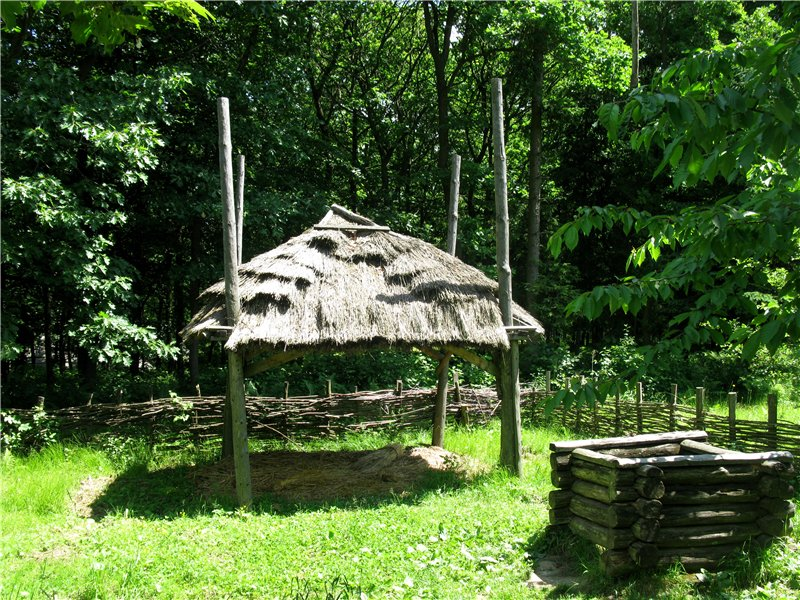
Пустий оборіг, Україна
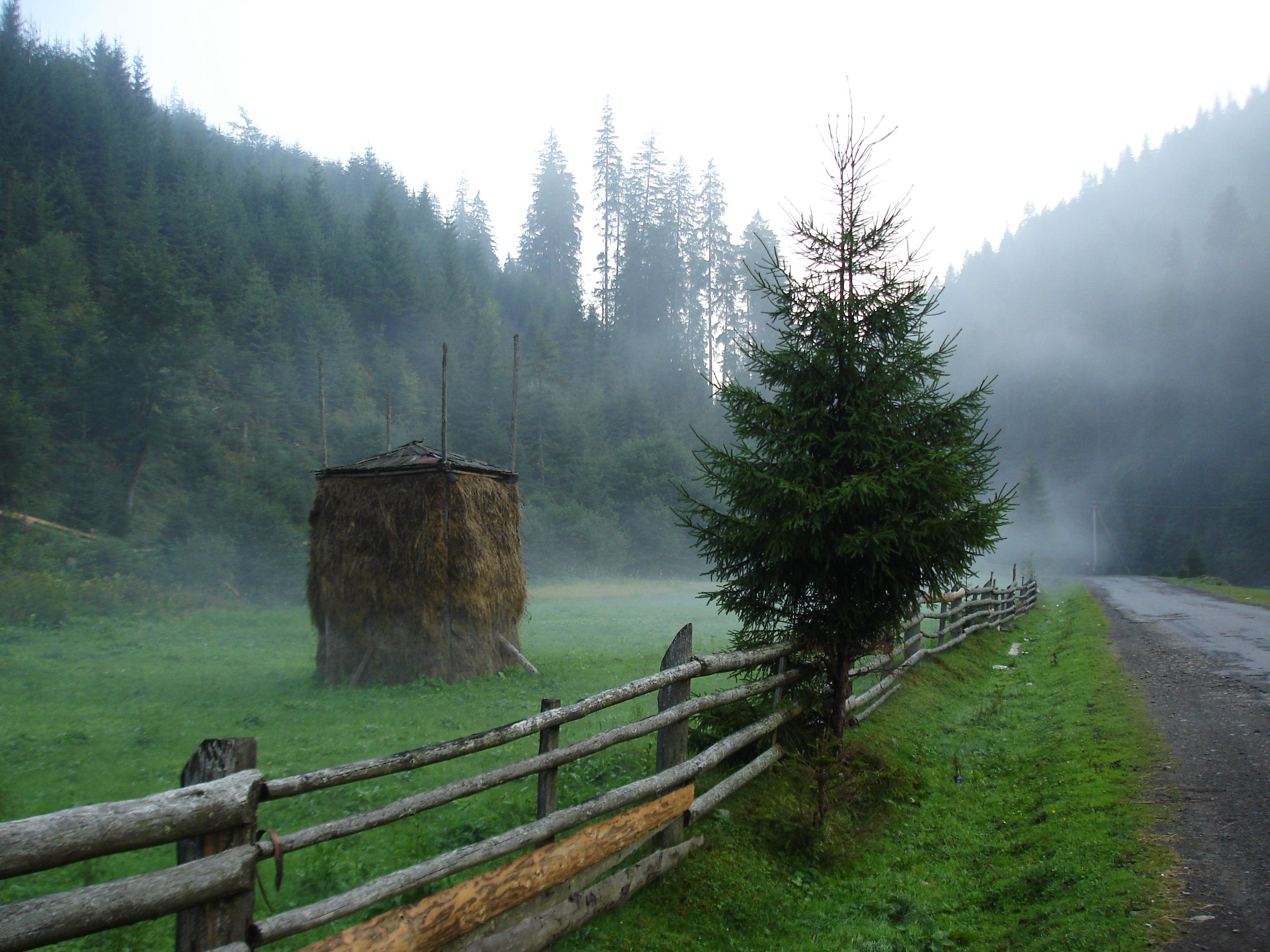
Повний оборіг Україна
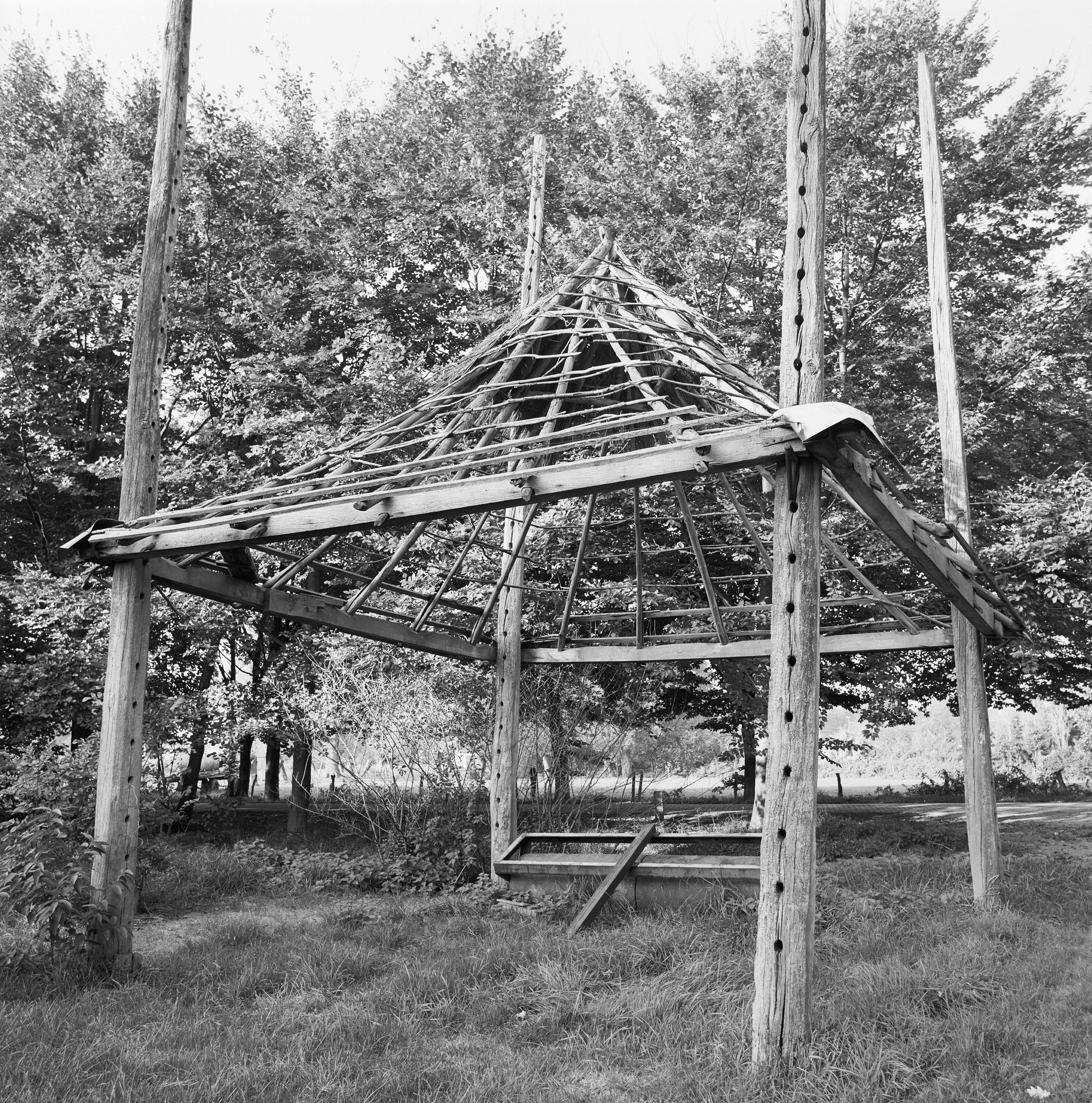
Конструкція оборогу, Нідерланди
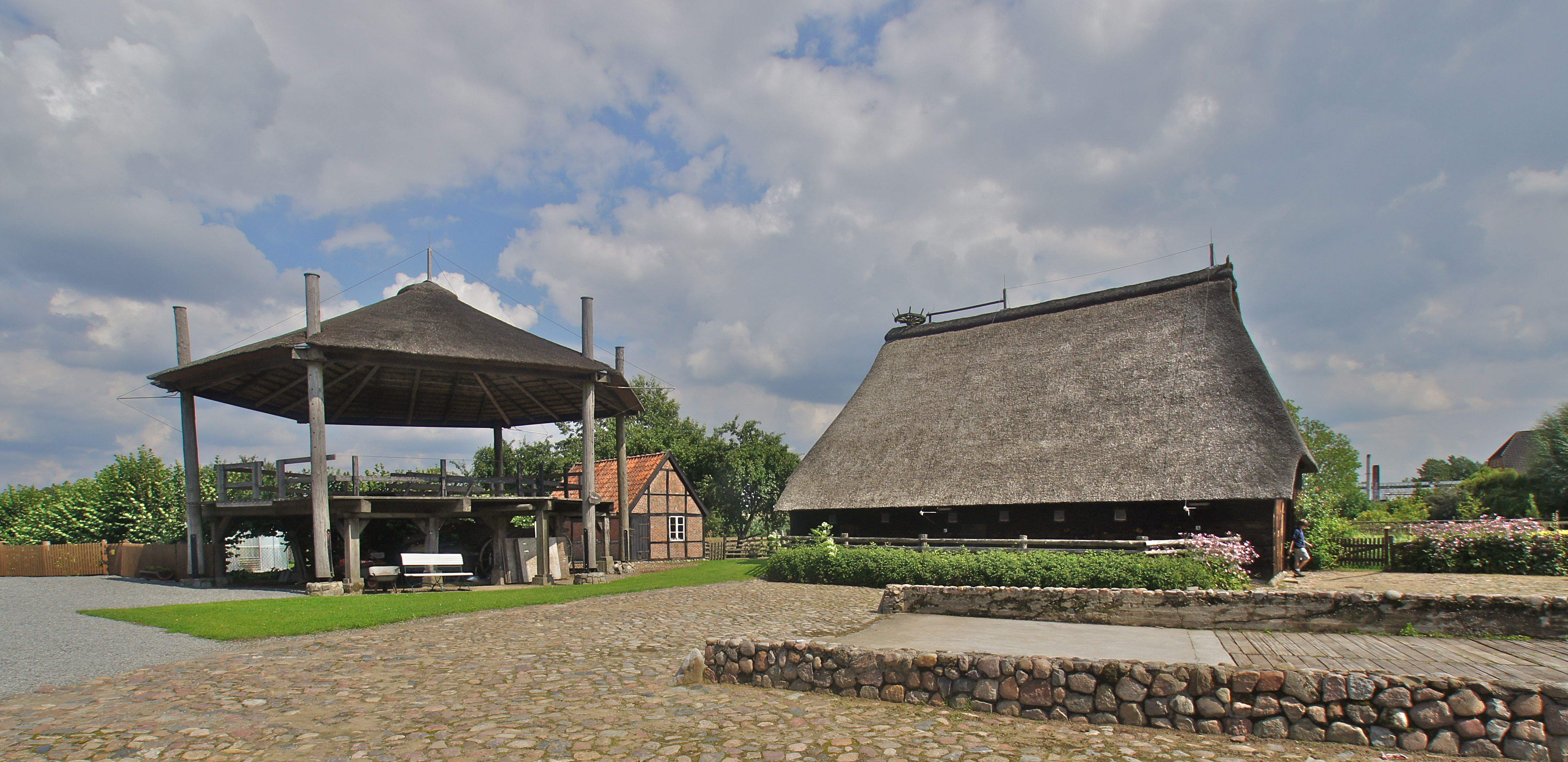
Оборіг з помостом, Німеччина

## Конструкція
Оброги зводилися на господарчому дворі. Їх будували на 4—12 дерев'яних палях, висотою до 10 м, на яких встановлювали стріху. Під нею складали збіжжя, або сіно, яке розміщали безпосередньо на ґрунті, або на помості, віддаленому від ґрунту на 1—2 м для захисту від гниття та гризунів. Під помостом утворювався простір для зберігання сільсько-господарського інвентарю, або місце для утримання домашньої худоби.
У палях робили отвори, в які вставляють кілочки або штирі, на яких безпосередньо й трималася утворена чотирма горизонтальними жердинами (теж називаються «огнивами») основа стріхи. При необхідності кілки переставляли, регулюючи таким чином висоту положення накриття.

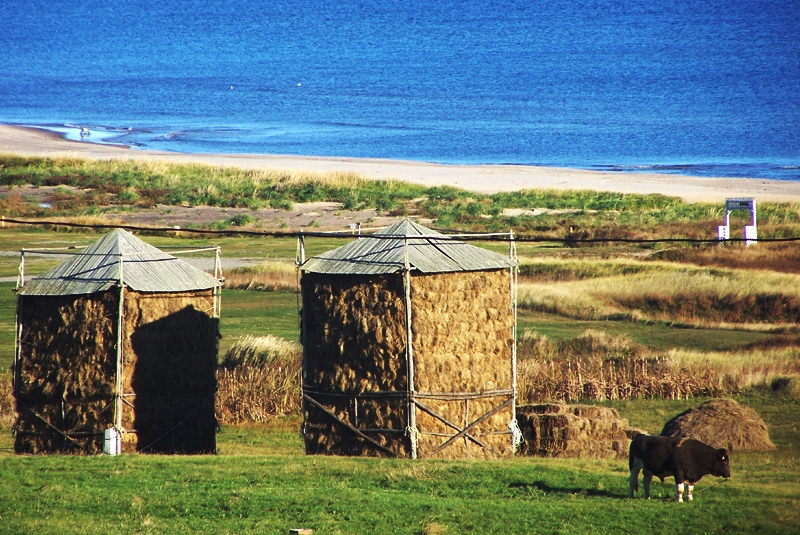
Канада
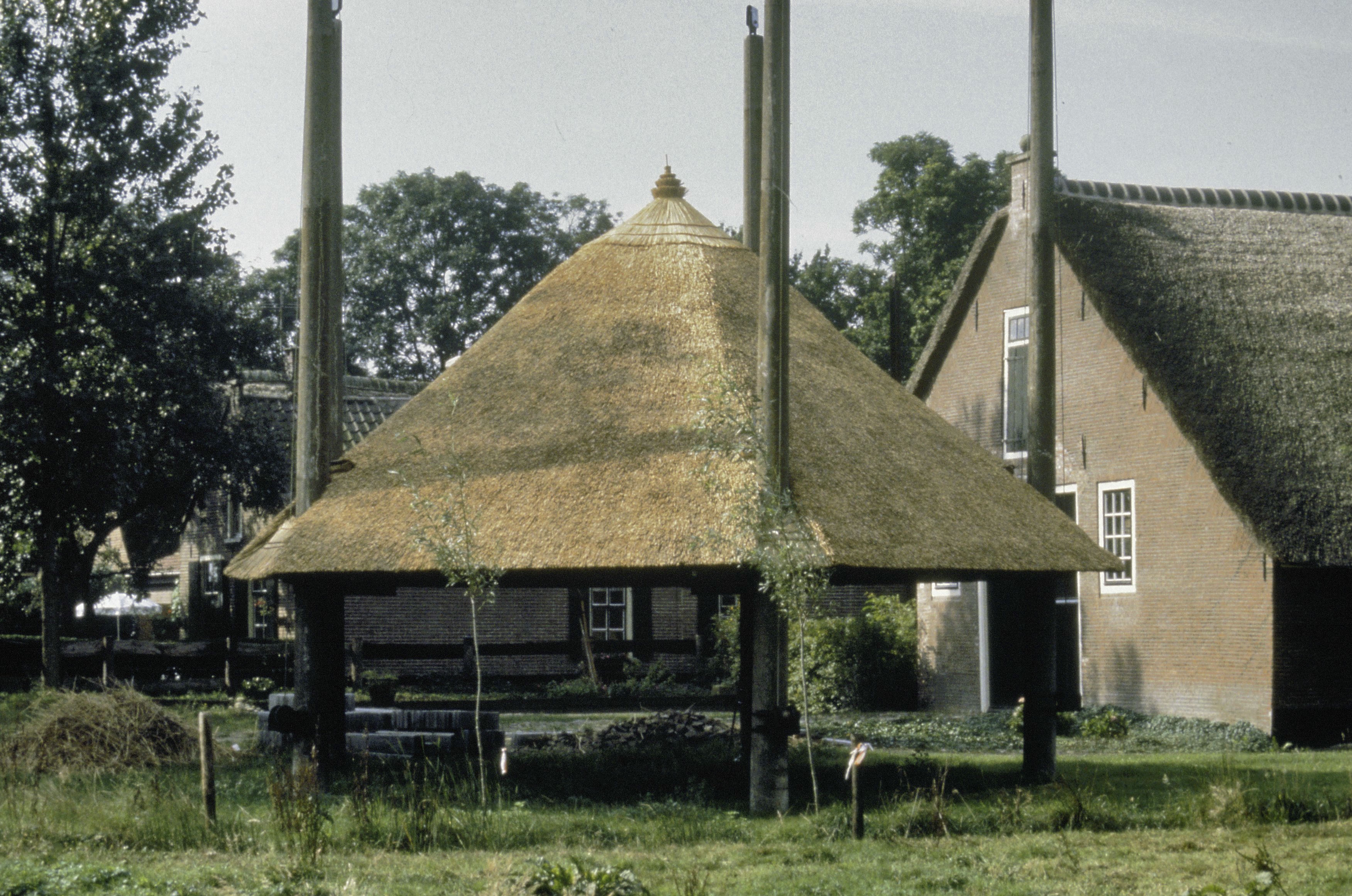
Нідерланди
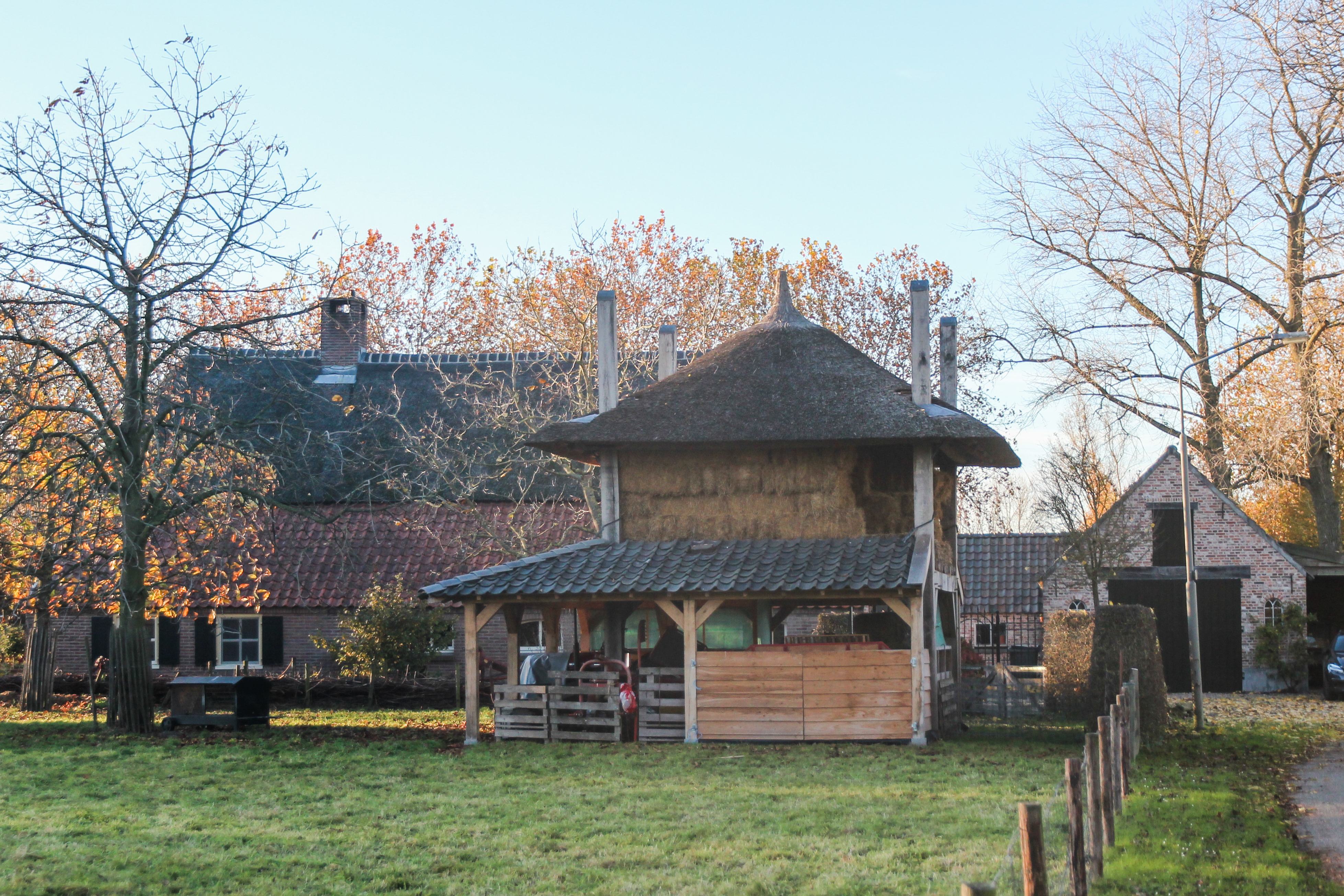
Нідерланди
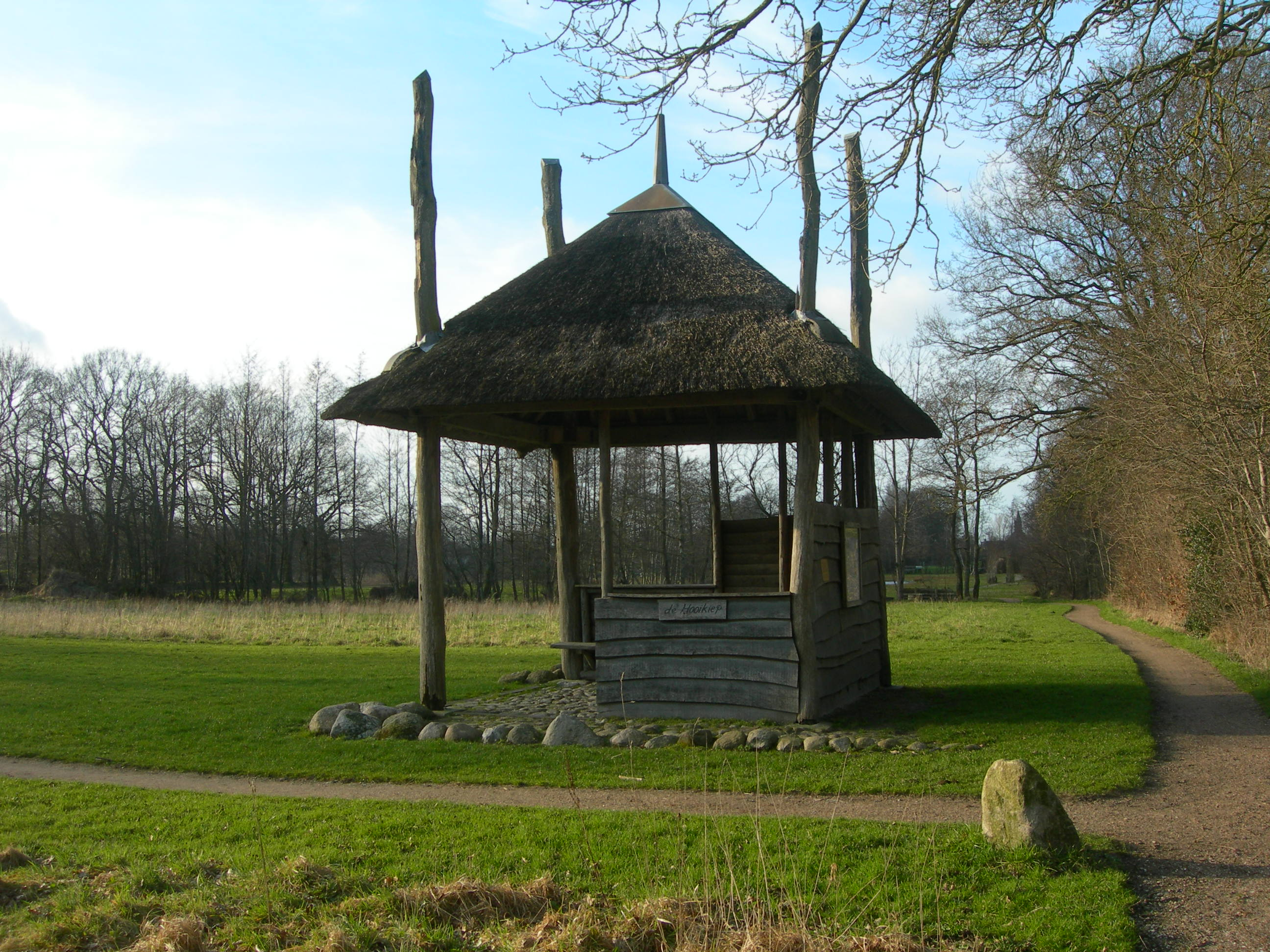
Нідерланди
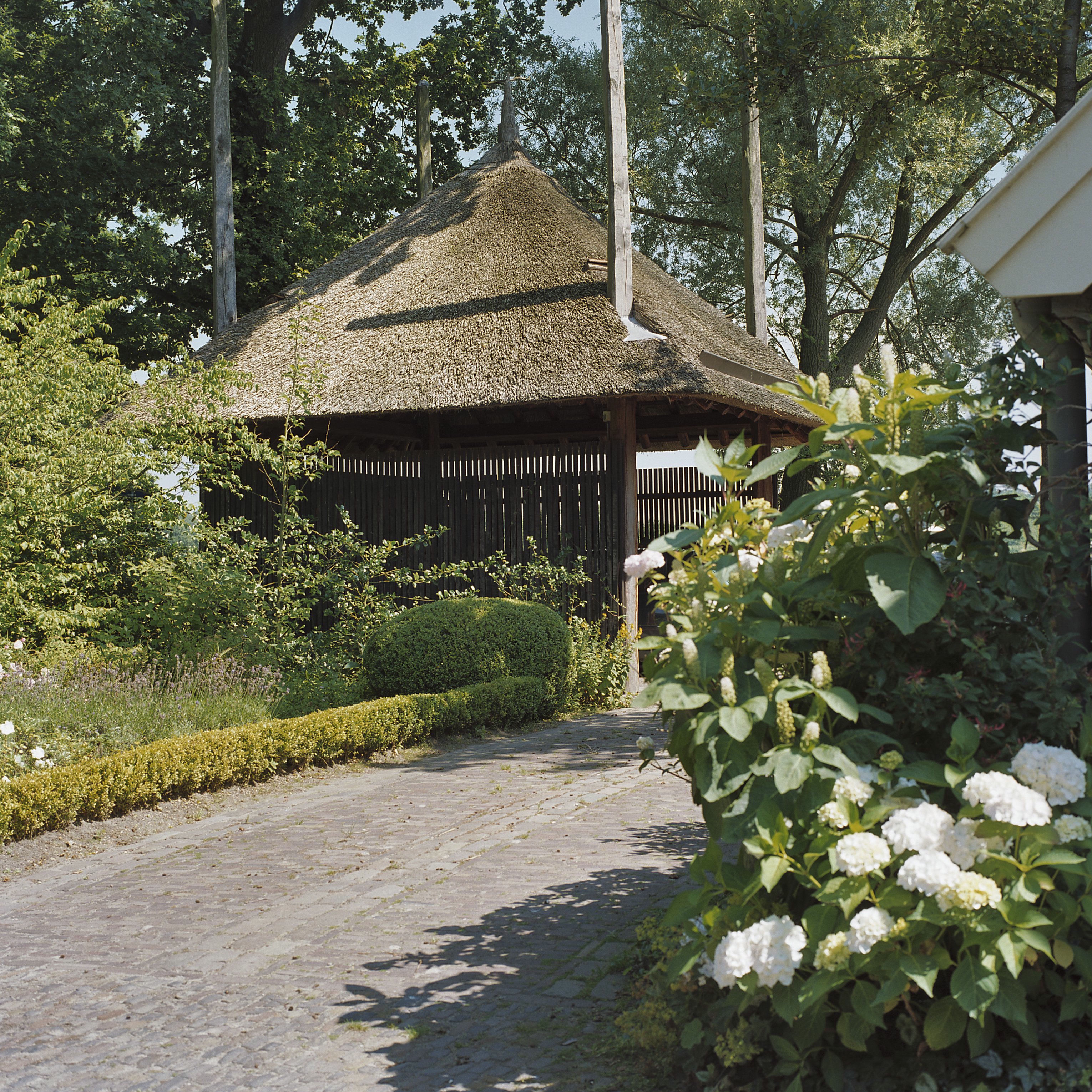
Нідерланди
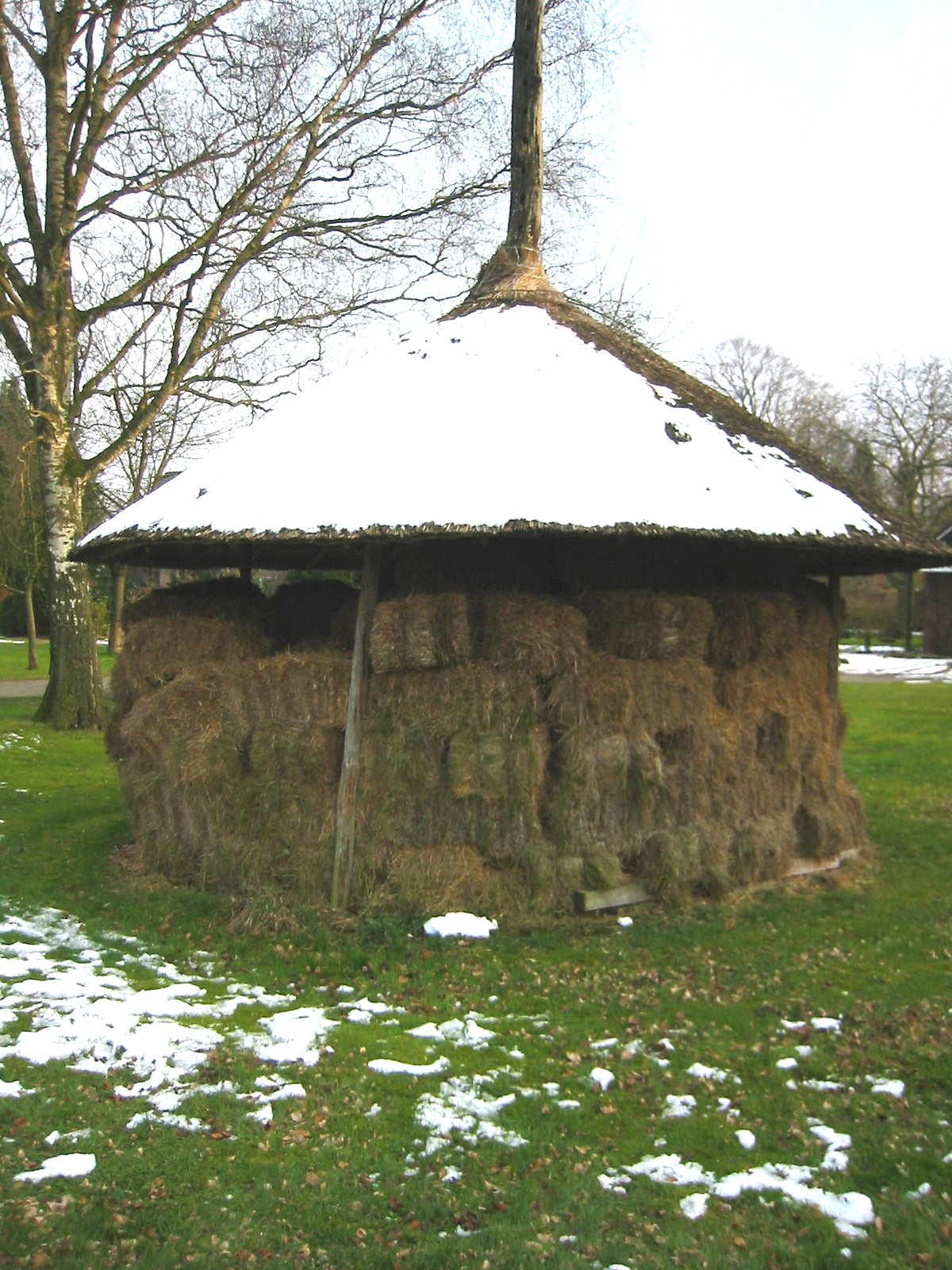
Нідерланди
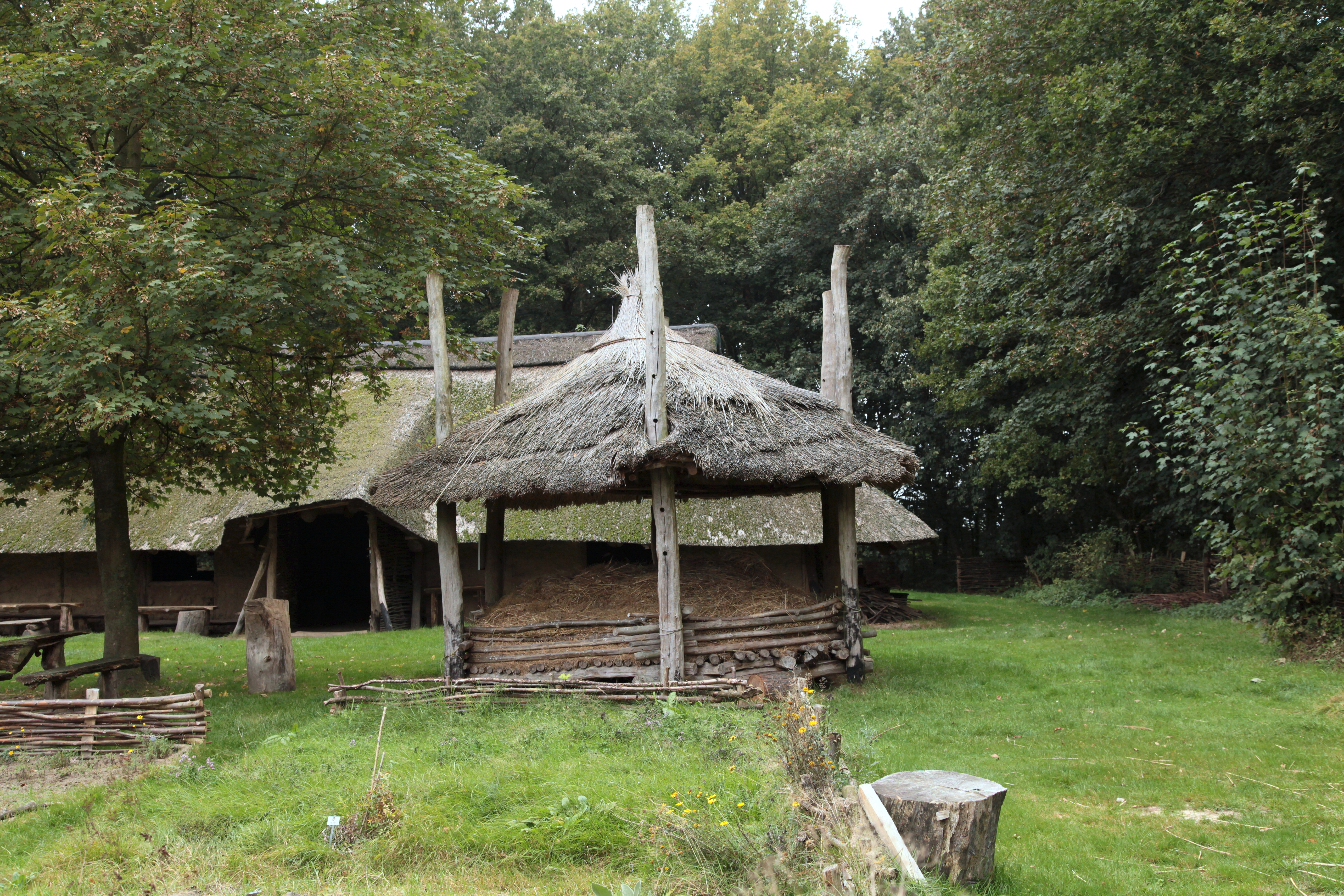
Німеччина
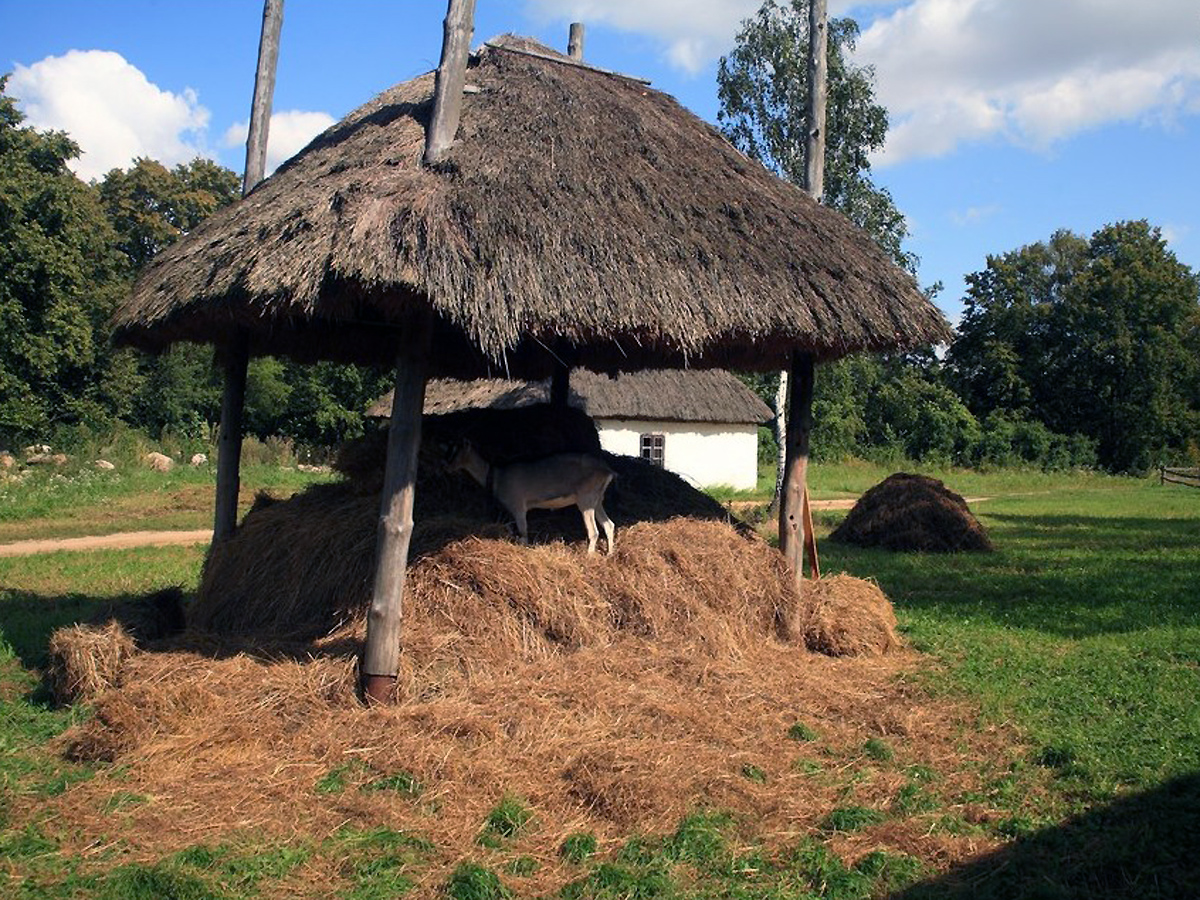
Польща
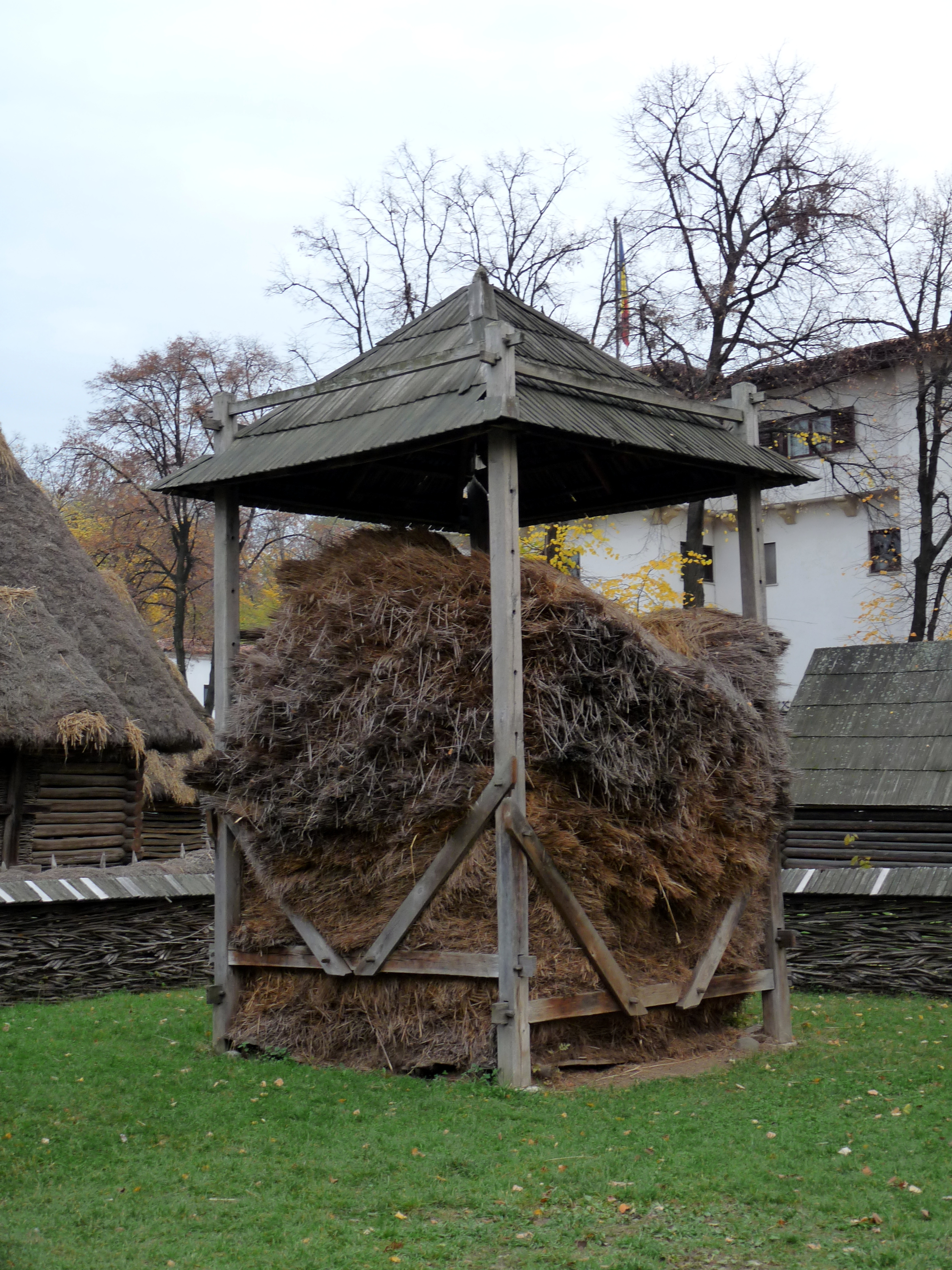
Румунія
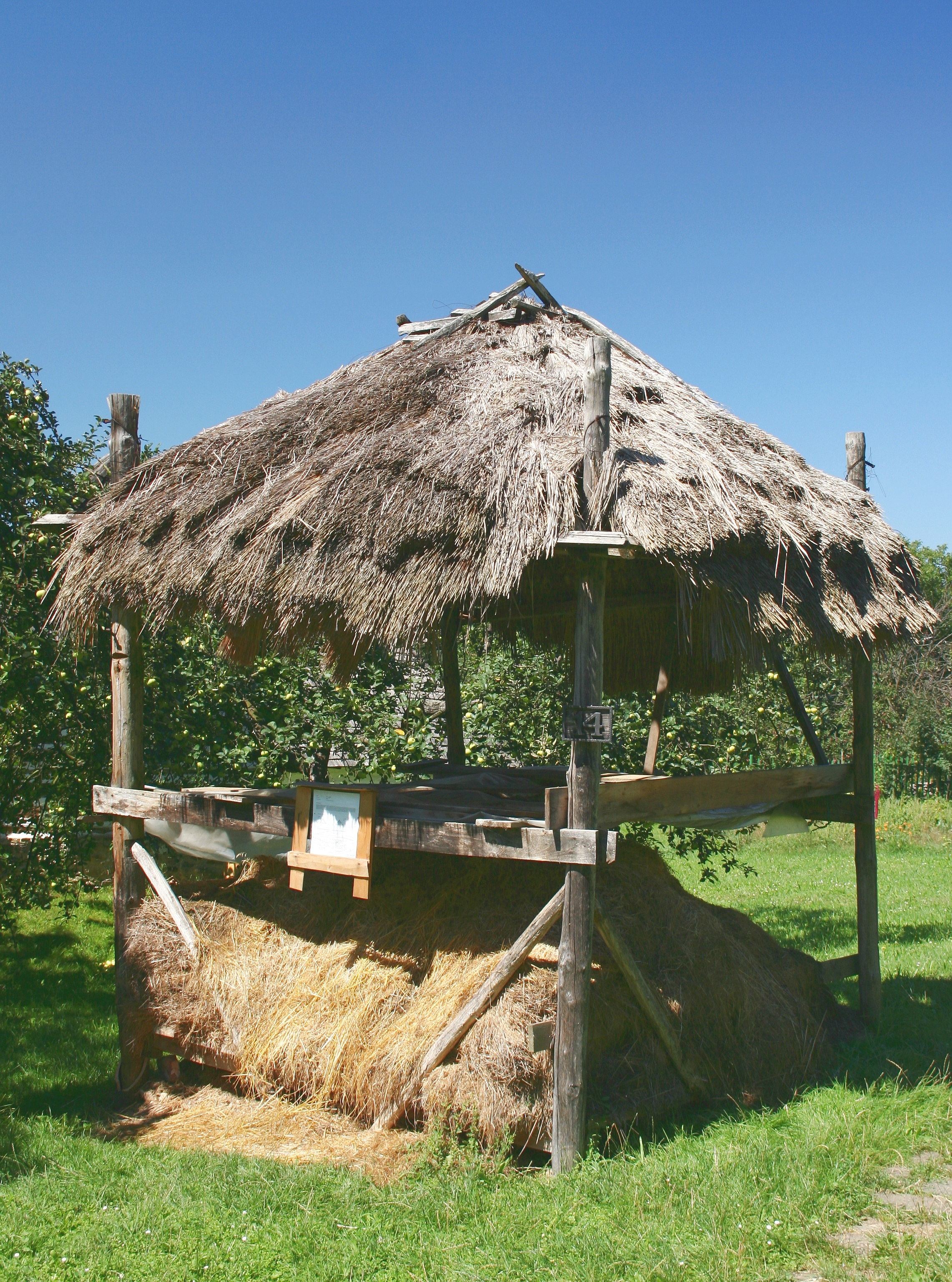
Словаччина
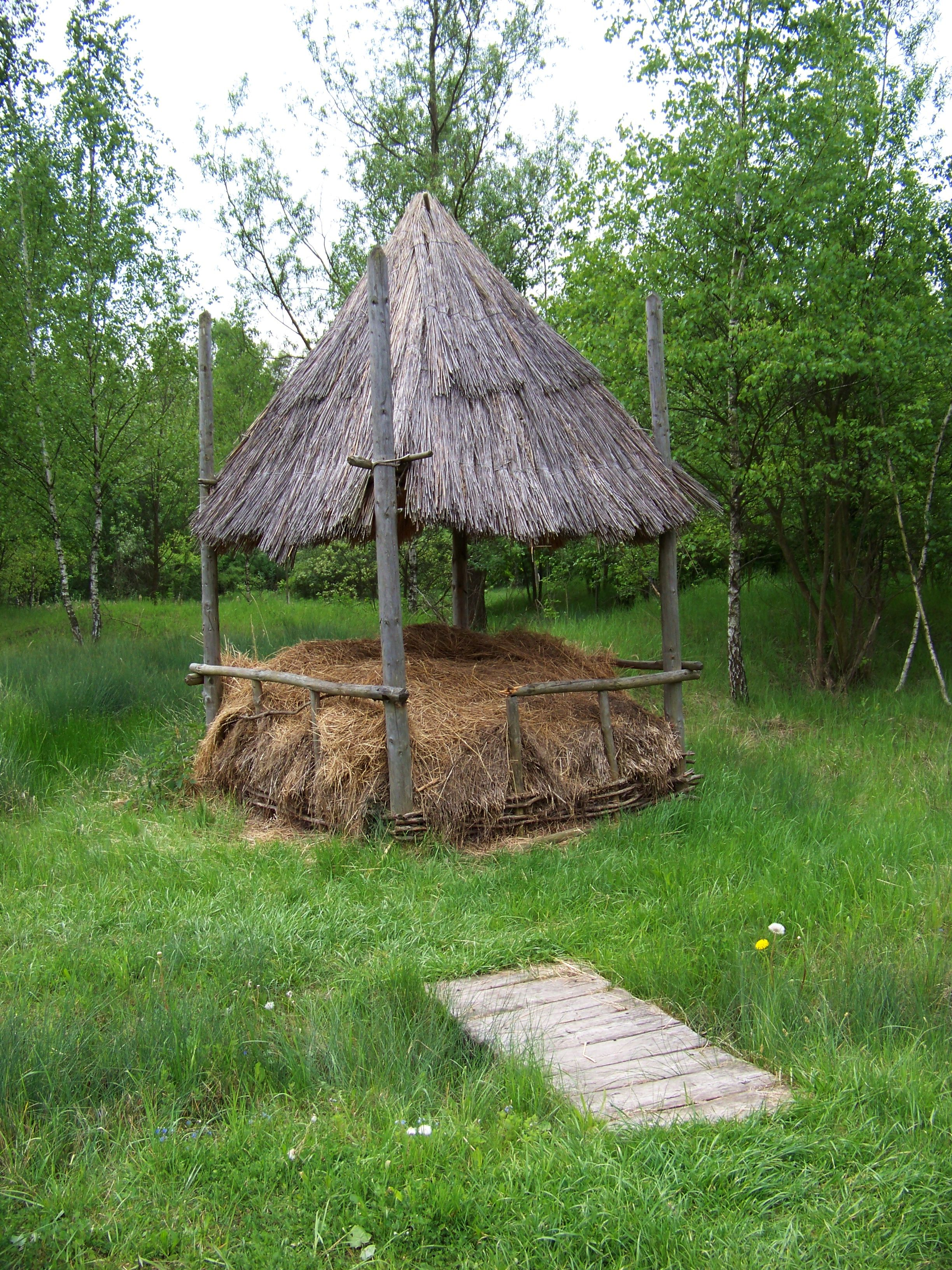
Чехія
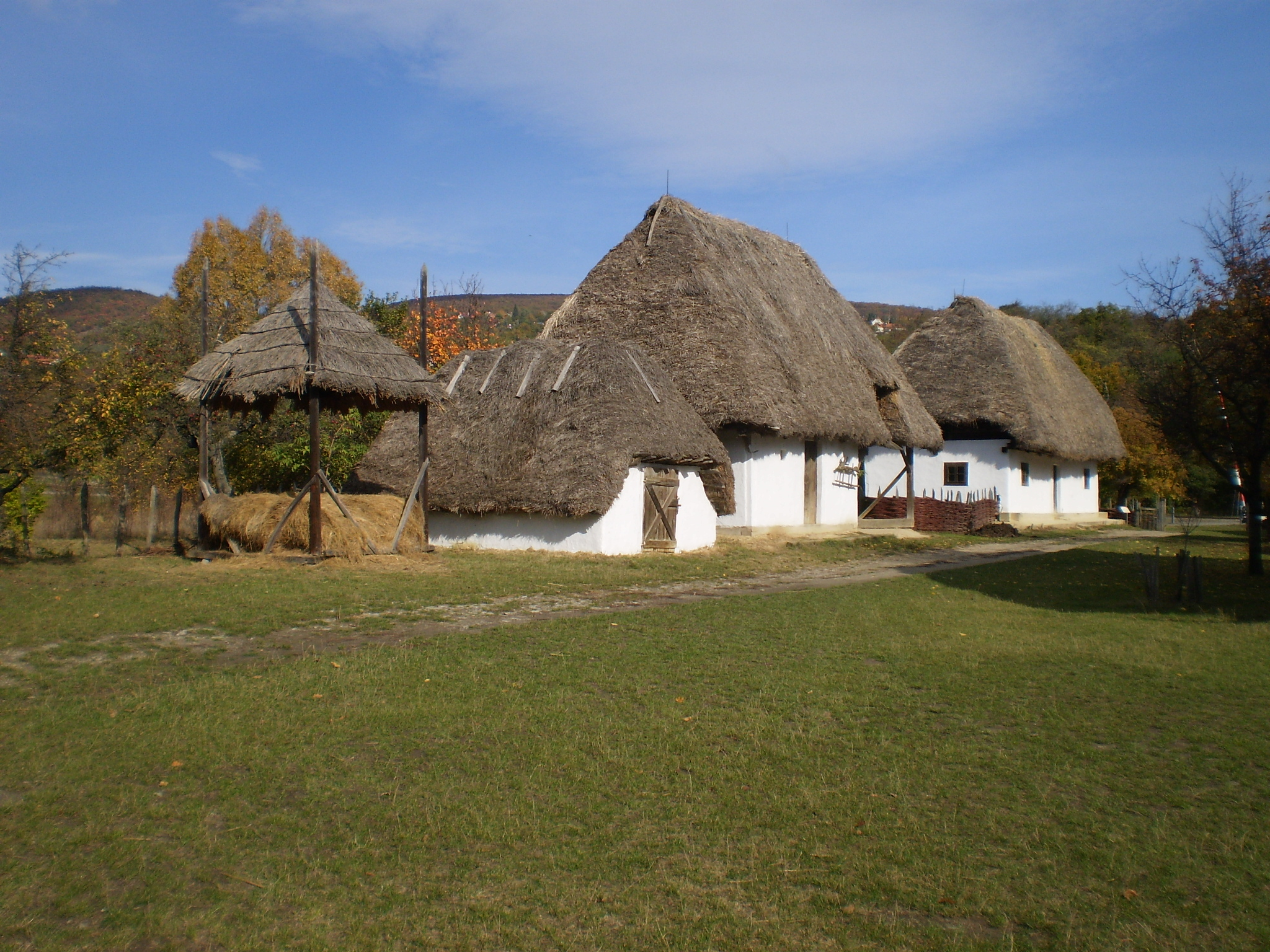
Угорщина
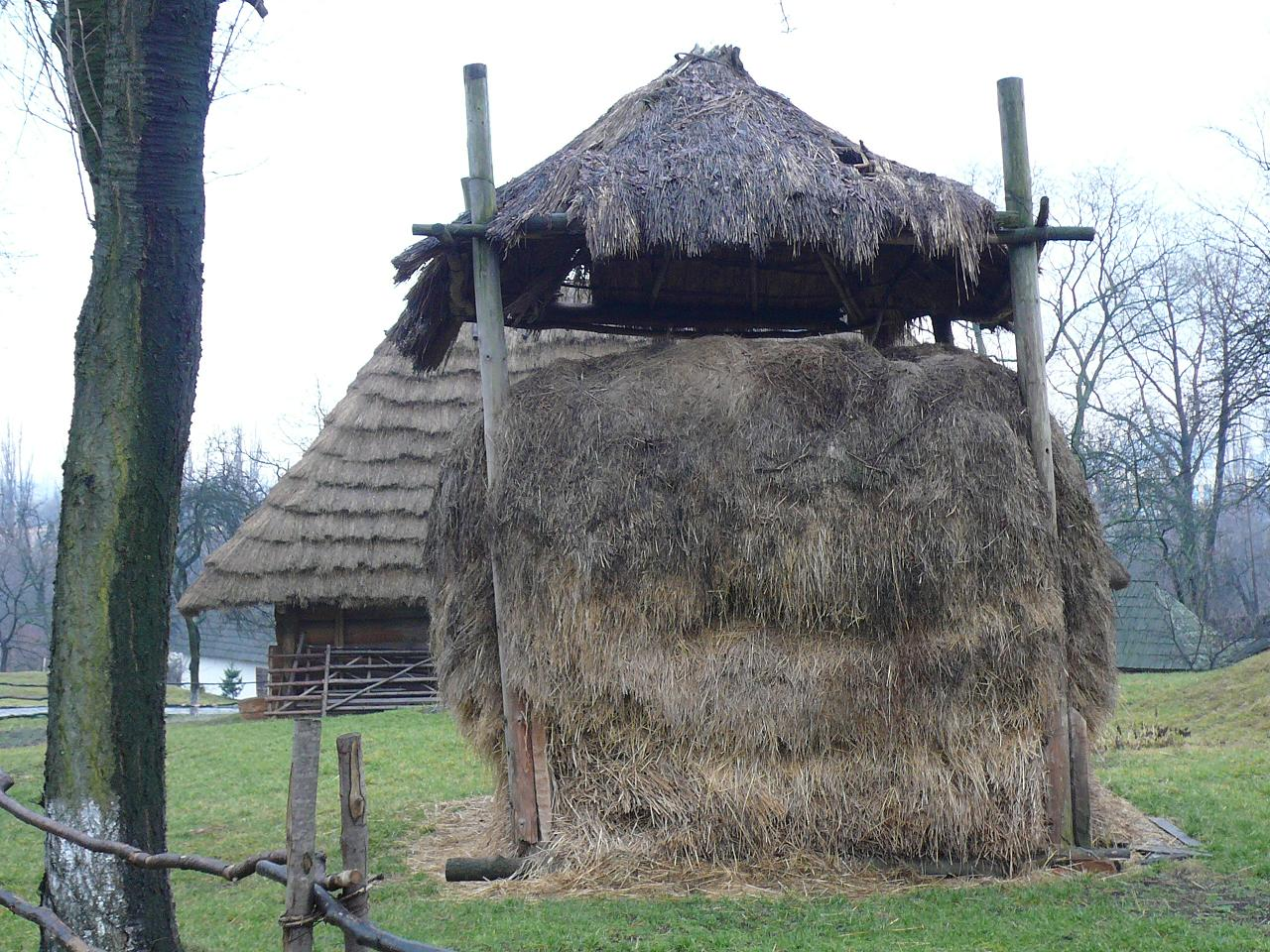
Україна

## Звичаї
- В Україні снувала народна гра «ходити оборога», яку грали на Великдень — усередині церковної огорожі четверо осіб ходили, взявшись одне за одного руками, з двома іншими, що стояли у них на плечах[9][6].

## У культурі

### Живопис

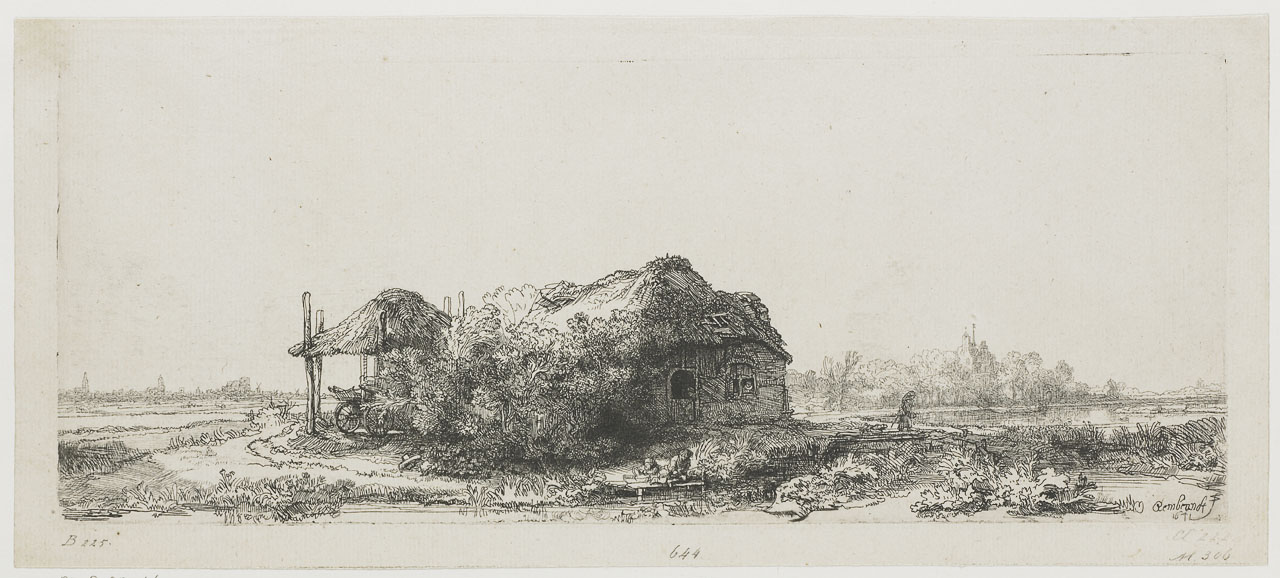
Хата і оборіг Рембрандт, 1641
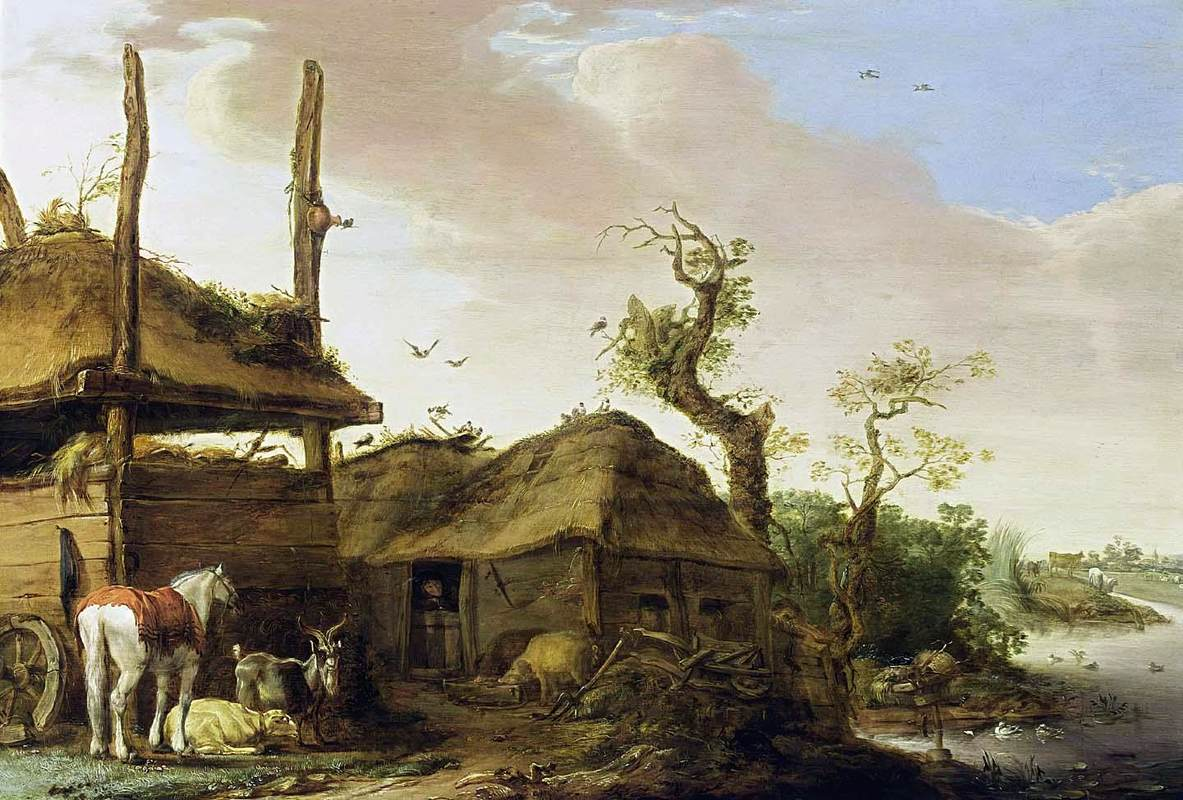
Ферма біля струмка К. Сафтлевен, до 1650
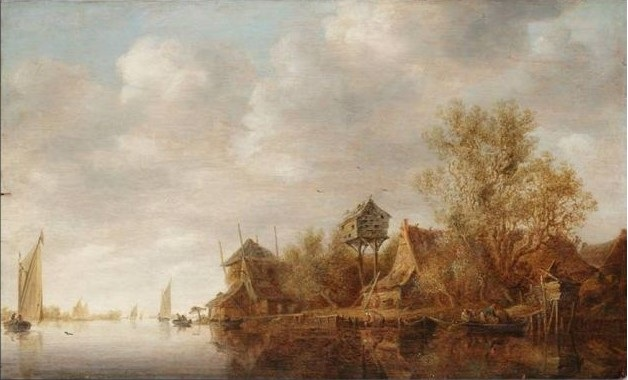
Морський пейзаж Я. Гоєн, до 1650

### Геральдика
Оборіг — одна з гербових фігур у європейській геральдиці. Він зображений на польському гербі Лещиць, яким користувалася польська, німецька литовська і руська шляхта, і який вміщений в один із найстаріших європейських гербовників — «гербовник Золотого руна». Також оборіг фігурує у територіальній геральдиці Східної і Центральної Європи.

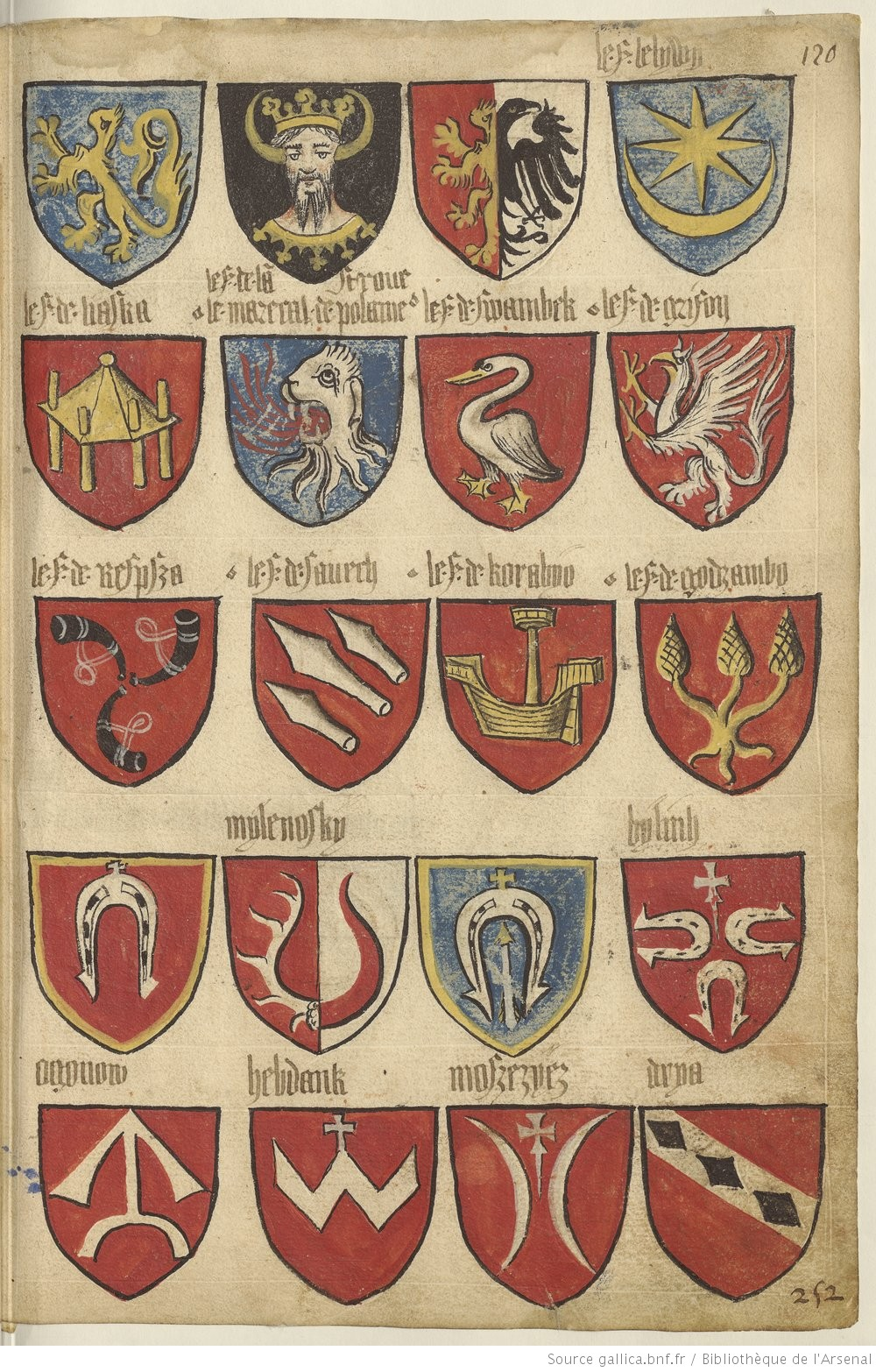
Гербовник Золотого руна
Лещиць
фон Радоліни Пруссія
Колбель Польща
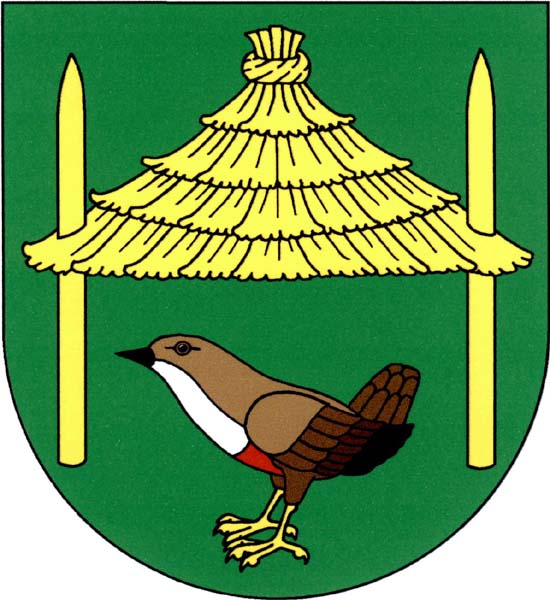
Скорков Чехія